# Hypomecia
Hypomecia is een geslacht van vlinders van de familie uilen (Noctuidae), uit de onderfamilie Cuculliinae.

## Soorten
- H. quadrivirgula Mabille, 1888
- H. syriaca Rothschild